# Warganism
Warganism este o formație de melodic industrial death metal din România.

## Discografie

### Studio
- Dies Irae Demo [Demo] - (1995)
- Dies Irae Live - (1996)
- A Perennial Spleen - (1997)
- Gargoyles - (1998)
- Warganism [EP] - (2000)
- Shadow Boxing [Single]- (2006)
- Centipede - (2008)

### Compilatii
- Romanian Metal Underground - (1997)
- Underground Romania vol.3” - (1997)
- Bestial Romanian Metal” - (2007)

### Membri
- Radu Iordache – Voce (1995–)
- Sorin Stoian – Chitare (1995–)
- Marian Stoenica – Chitare (1997–)
- Victor Stoica – baterie/Percutie (1995–)
- Ioachim Stroe– Bas (1995–)

## Trivia
- Sorin Stoian este stangaci

- Sorin Stoian si Marian Stoenica canta pe chitare Ibanez. Victor Stoica canta pe tobe Pearl, cinele Sabian, fete de toba Remo, pedale DW, bete Ahead.

- Membri Warganism au si un prioect de pop/rock cu numele Phobia

### Pagini oficiale
- Warganism Official Homepage Arhivat în 26 ianuarie 2009, la Wayback Machine.
- Warganism @ Myspace

### Altele
- Warganism @ YouTube
- Warganism Blog (in Romanian)